# Proneura prolongata
Proneura prolongata là loài chuồn chuồn trong họ Protoneuridae. Loài này được Selys mô tả khoa học đầu tiên năm 1889.